# Chapelle de la Madeleine (Saint-Émilion)
Pour les articles homonymes, voir Chapelle de la Madeleine.
La chapelle de la Madeleine est un édifice religieux rectangulaire de petites dimensions (10 m de long sur 4 m de large) de la fin du XIIe siècle situé sur une éminence au sud du bourg médiéval de Saint-Émilion, dans l'enceinte du domaine viticole du château Ausone.

## Description
L'actuelle chapelle de Sainte-Marie Madeleine est construite en bordure d'un plateau calcaire dominant Saint-Émilion. L'exploitation de carrières de pierre a fait reculé l'escarpement rocheux jusqu'au droit de son chevet.

### Première chapelle dédiée à La Madeleine
La chapelle existante est installée au sud d'un édifice plus ancien, identifié par Léo Drouyn en 1859. Il ne reste alors de ce bâtiment que cinq bases de colonnes romanes engagées au tiers dans le soubassement d'un mur. Les deux bases de colonne les plus à l'ouest et l'angle en retour de la nef ont été détruits ultérieurement, avant 2006, par une exploitation du rocher en carrière de pierre et la construction d'un bâtiment. Les vestiges conservés permettent à Léo Drouyn de restituer une église longue de 21 m, dont 13 m pour la nef. Son abside orientée vers l'est, plus étroite que la nef, est polygonale à neuf pans. Elle était ouverte en son centre sur une chapelle axiale de plan carré. Le plan du chevet la rapproche d'églises girondines du XIIe siècle. Une sépulture médiévale à logette céphalique est taillée dans le rocher contre l'extérieur du fragment de chevet conservé.
Cette chapelle disparue pourrait correspondre à une église Sainte-Marie-Madeleine mentionnée vers 1110 dans les possessions de l'église collégiale de Saint-Émilion. Une visite épiscopale de 1687 indique que la chapelle actuelle est proche des restes d'une ancienne église dédiée à la sainte. La raison de son abandon est inconnue. 

### Chapelle actuelle
La chapelle conservée mesure 10 m de long et 4 m de large. Elle est bâtie sur un cimetière préexistant, les maçonneries chevauchant certaines sépultures. Attribuée à la fin du XIIe siècle, elle pourrait avoir pris la relève du précédent lieu de culte, ce qui expliquerait le transfert et la conservation de la titulature. 
Le banc de calcaire a été creusé sous le chevet de l'église pour aménager un petit sanctuaire. La chapelle a peut-être été une église paroissiale au XIVe siècle. Elle a été entourée d'un cimetière important dont a été conservé des tombes creusées dans le rocher près du chevet. Elle été un lieu de culte protestant au XVIe siècle. Elle a été vendue en 1791.
Elle conserve une décoration peinte, en relativement bon état, de la première moitié du XIVe siècle d'un faux appareil et de frises de motifs végétaux ou géométriques. Elle est entourée par des sépultures taillées dans le rocher et surplombe une rotonde funéraire peinte d'une scène de Jugement dernier du XIVe siècle.

## La rotonde souterraine

### Description du lieu
Sous la chapelle actuelle, une cavité naturelle s'est creusée dans le rocher. Il n'en est plus conservé que le tiers, l'érosion naturelle et la création d'une nouvelle grotte vers le sud-ouest ont détruit une large portion de l'aménagement primitif. Celui-ci prenait vraisemblablement la forme d'une rotonde couverte d'une coupole. Dans la partie supérieure de la rotonde, un percement permet de faire entrer la lumière du jour. Au XIVe siècle, un décor peint est exécuté sur la rotonde partiellement effondrée. Postérieurement, la disparition d'une portion du support rocheux entraîne la perte d’éléments du programme décoratif. Par la suite, au XVIe siècle, alors qu'une carrière est ouverte sous la chapelle, un mur est adossé à la paroi rocheuse. Un deuxième mur, en grand appareil, est positionné perpendiculairement au premier, et est pour partie employé à la construction d'une maison d'habitation. Il comporte une petite porte à arc en bâtière qui permettait l'accès à la rotonde. Cette porte est bouchée dans un second temps et le premier mur est percé d'une porte ouvrant sur la rotonde. 

### Approche technique des peintures
En préalable à l'exécution des peintures, la roche, à la surface irrégulière, est recouverte d'une fine couche de préparation blanche. Une esquisse, tracée en rouge, est ensuite réalisée : un premier trait, schématique, est suivi d'un deuxième, plus large et plus dense délimitant les formes extérieures des personnages. Des couleurs vives, notamment le rouge, le jaune d'or, le noir et quelques mélanges de ces couleurs sont utilisées en à-plats. Des traits noirs précisent des détails, modèlent les visages ou les plis des vêtements, donnent des indications d'architecture. Quelques-uns de ces traits, épais, et certaines zones colorées débordantes sont probablement des repeints réalisés au XVIe siècle. Des traces de peinture s'observent d'ailleurs sur les murs clôturant la grotte.

### Thématique
Le thème choisi pour le décor peint est celui de la fin des temps selon l'Apocalypse de Jean. La composition est divisée en deux parties séparées par un arbre rouge. Elle est limitée en haut et en bas, par une guirlande sinueuse constituée d'une ligne jaune à gros rinceaux, noirs vers le bas, rouges vers le haut. 
La Jérusalem céleste apparaît dans la partie droite de la voûte. Symbolisée par un unique bâtiment, une église, elle est ceinte de murailles, aux assises régulières indiquées par des traits noirs. Sur une sorte de terrasse occupant la partie supérieure de la Cité prend place un Couronnement de la Vierge par le Christ. Les murs de la ville sont percés de baies. La plus grande, à peu près au centre, à fond noir, accueille le Christ en buste, les mains levées, seulement vêtu d'un manteau lui couvrant les épaules, du sang s'échappant des plaies à son flanc et à ses mains. Cette iconographie est assez classique pour le Christ du Jugement Dernier. Il est encadré par d'autres baies, alternativement à fond rouge ou noir où prennent place en buste des anges couronnés ou des saints nimbés. Depuis le haut des remparts, deux anges contemplent les élus qui convergent vers la Cité. Ceux-ci sont vêtus de la robe blanche réservée aux élus. Ils portent pour certains une couronne signe de leur élection. On y retrouve notamment deux femmes, un enfant, un évêque, deux élus accompagnés par saint Jacques et peut-être saint Michel. Ils sont accueillis par un ange. Devant la porte, un deuxième ange s'incline à demi. Un troisième clôt la procession et, se retournant, écarte les bras, marquant sa surprise ou s'affligeant du spectacle des damnés. Ces trois anges portent la même robe blanche galonnée et sont coiffés et nimbés de manière identique. 
Dans la partie gauche de la voûte, un diable griffu de couleur rouge fait avancer devant lui cinq damnés nus, parmi lesquels se reconnaît une femme, serrés les uns contre les autres par une corde qui les relie à hauteur de la taille. Celle-ci est tirée par une autre créature diabolique rouge. Elle amène le groupe vers la gueule largement ouverte et dentée du Léviathan, à l'intérieur de laquelle se distinguent trois petits corps nus et les jambes de damnés basculant dans les enfers.
Le thème de la Jérusalem céleste est courant dans les peintures murales du Sud-Ouest de la France. Il est associé au Couronnement de la Vierge dans plusieurs exemples comme dans l'église Saint-Pierre-ès-Liens de Martignac, mais dans tous les cas, jamais antérieurement au XVe siècle. Le Couronnement seul s'observe pour le XIVe siècle dans les églises Notre-Dame de Garein et Saint-Pierre-ès-Liens de Biganon. L'originalité de cette peinture murale réside dans la figuration du double triomphe de l’Église symbolisé par la cité céleste et par la Vierge que le Christ associe à sa gloire. Cette iconographie complexe est surprenante pour un monument aussi modeste. La séparation entre les élus et les damnés induit une notion de jugement mais la place du Christ est ordinairement plus dominante dans les portails figurant le Jugement dernier dans l'art roman et l'art gothique. Saint Pierre, qui d'ordinaire accueille à la porte du Paradis, est ici absent, au profit des anges qui apparaissent comme des anges gardiens. Quant à saint Michel, généralement figuré en tant que responsable de la pesée des âmes et le vainqueur du démon, sa place est ici secondaire par rapport à saint Jacques. Celui-ci, à proximité immédiate de la porte de la Jérusalem céleste, est habillé en pèlerin. Il est donc représenté en tant qu'apôtre du pèlerinage. Il est aussi l'apôtre de la bonne mort, guide des défunts lors de leur passage dans l'au-delà. Le geste de sa main posée sur la tête d'un élu, probable pèlerin, rappelle la pratique chrétienne de l'extrême-onction. Ce sacrement, officiellement instauré par l'Église au XIIe siècle, est alors appelé le « sacrement de monsieur Saint-Jacques ».

### Style
Les peintures d'origine, exécutées avec beaucoup de spontanéité, paraissent avoir été réalisées par deux artistes. Il est probable qu'ils aient travaillés dans le même temps. 
L'un d'eux, a mis en place la Jérusalem céleste, aux bâtiments peu ordonnés. La perspective n'y est pas toujours exacte et le rapport d'échelle entre le bâti et les personnages est approximatif. Quelques détails sont cependant bien rendus. Le même artiste est habile à rendre les proportions et les attitudes humaines. Il a peint le cortège des élus guidés par les anges, aux proportions élégantes, aux gestes justes et aux vêtements souples, ainsi que celui des damnés, de même que certaines figures d'élus et de saints dans la cité. Les corps féminins ont un buste menu et des hanches et des cuisses volumineuses. Le cortège des élus trouve une origine lointaine dans la peinture de manuscrit parisienne. Cependant, l'attention particulière donnée au trait pour souligner les détails significatifs, la couleur ne jouant qu'un rôle secondaire, rapproche cette partie de l’œuvre d'une technique de production de miniatures anglaises, dessinées au traits et rehaussées de lavis, connue essentiellement pour le XIIIe siècle et encore attestée au XIVe siècle.
Le deuxième artiste a réalisé le reste de la composition, dont le groupe auquel appartient saint Jacques. La qualité d'exécution est moindre : les corps sont plus trapus, les têtes trop grosses, les détails moins soignés, la couleur plus abondante. Les proportions des corps sont différentes de celles adoptées par le premier artiste.

## Protection
La chapelle de la Madeleine est inscrite au titre des monuments historiques par arrêté du 12 juillet 1965.